# Wilhelm Müller-Hofmann
Wilhelm Müller-Hofmann (5. April 1885 in Brünn – 2. September 1948 in Wien) war Maler, Grafiker und Lehrer an der Wiener Kunstgewerbeschule.

## Leben und Werk

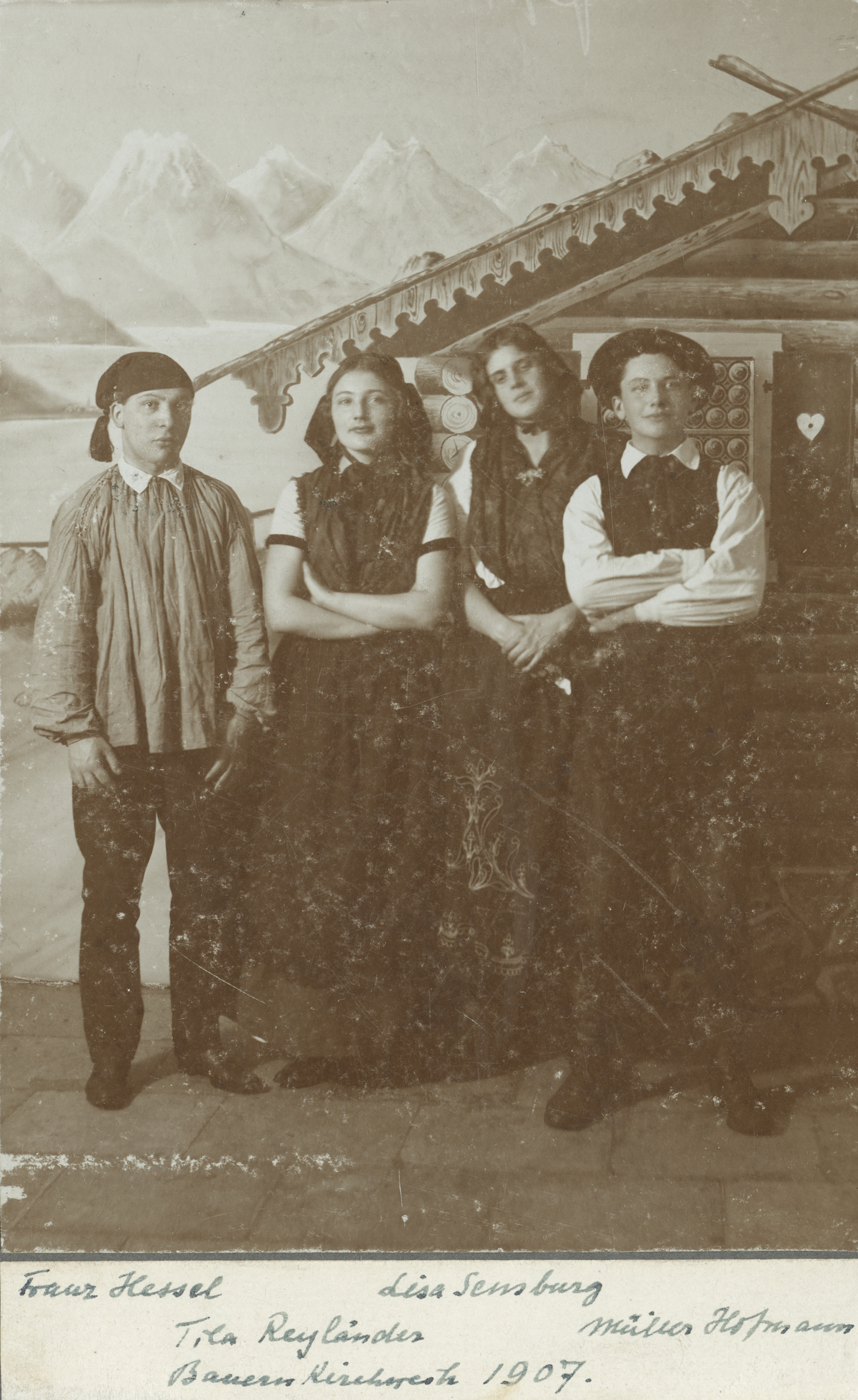
Wilhelm Müller-Hofmann mit Ottilie Reylaender und Franz Hessel bei einem Münchner Künstlerfest („Bauernkirchweih“), 1907

Wilhelm Müller-Hofmann wuchs in Bayern auf. Er absolvierte die Gewerbliche Fortbildungsschule und studierte danach an der Akademie der Bildenden Künste in München. 1905/06 leistete er seinen eineinhalbjährigen Militärdienst in Bayern ab. Danach war er selbständiger Porträtmaler, Theatermaler und Illustrator. Er heiratete Eva Huch. Während des Ersten Weltkriegs war er durchgehend im deutschen Heer kriegsverpflichtet. 1916 wurde er mit dem Eisernen Kreuz II. Klasse dekoriert. 1919 übernahm er die Leitung der Fachklasse für Malerei an der Wiener Kunstgewerbeschule. Wilhelm Müller-Hofmann wurde der Berufstitel Professor verliehen. Im November 1921 ließ er sich von seiner Frau scheiden, leistete aber weiterhin Unterhaltszahlungen.
Am 12. April 1922 heiratete er mit Dispens Hermine Zuckerkandl, Tochter des Primararztes am Wiener Rothschildspital, Otto Zuckerkandl, und dessen Frau Amalie. Der Schwiegervater war Jude, die Schwiegermutter war vor ihrer Hochzeit 1895 zum Judentum konvertiert. Seine zweite Frau besaß ein Drittel des Sanatoriums Purkersdorf, welches jedoch nach dem Untergang der Habsburgermonarchie keine hohen Gewinne mehr erbrachte. Das Ehepaar bekam zwei Söhne, Viktor Carl (geboren am 24. Mai 1923) und Rudolf Immanuel (geboren am 12. Februar 1926).
Die ab März 1938 in Österreich einsetzenden Zwangsmaßnahmen des nationalsozialistischen Regimes trafen die Familie in mehrfacher Hinsicht. Wilhelm Müller-Hofmann wurde als politisch missliebig angesehen. Vorgeworfen wurde ihm die langjährige Mitgliedschaft in einer Freimaurerloge. Auch hatte er ein Spottgedicht auf Adolf Hitler verfasst. Er verlor seine Stelle an der Kunstgewerbeschule bereits im März 1938 und wurde am 30. November 1938 in den „zeitlichen Ruhestand“ versetzt. Obwohl seine Frau der römisch-katholischen Kirche beigetreten war, galt sie als Jüdin und die Söhne als Halbjuden. Pläne zur Emigration der gesamten Familie scheiterten. Doch gelang es den Eheleuten Anfang 1939 die beiden Söhne nach Schweden zu schicken und somit in Sicherheit zu bringen. Wilhelm Müller-Hofmann und seine Frau benötigten dringend finanzielle Mittel, sowohl zum eigenen Überleben, als auch um die Familie der Frau, insbesondere die Schwiegermutter, und die Söhne zu unterstützen. Als einziger Nichtjude der Familie konnte er noch Kunstwerke verkaufen. Im Januar 1940 veräußerte er für 150 RM sieben japanische Ukiyo-e-Drucke, die aus dem Eigentum von Amalie Zuckerkandl stammten, an das Staatliche Kunstgewerbemuseum. Im Jahr 1942 erfolgte ein Notverkauf des Klimt’schen Porträts Amalie Zuckerkandl an die Kunsthistorikerin und Galeristin Vita Künstler für 1600 RM.
Das Ehepaar Müller-Hofmann überlebte das NS-Regime in Oberbayern, laut ORF unter falscher Identität. Die Schwiegermutter, die Schwägerin Eleonore, deren Mann und Sohn wurden alle vom NS-Regime ermordet. Wilhelm Müller-Hofmann und seine Frau kehrten nach Kriegsende nach Wien zurück. Ihre Wohnung war geplündert und von sowjetischen Truppen beschlagnahmt worden. Doch konnte der Maler an seine frühere Dienststelle zurückkehren. Die Schule hieß nun Hochschule für angewandte Kunst. Wilhelm Müller-Hofmann unterrichtete bis zu seinem frühen Tod, vermutlich aufgrund einer Angina Pectoris, zugezogen während der Entbehrungen unter dem NS-Regime, im September 1948. Er wurde am Simmeringer Friedhof bestattet.
Die japanischen Drucke wurden 2009 restituiert, das Klimt-Gemälde hingegen nicht. Es hängt im Wiener Belvedere.